# Huwajdżina
Huwajdżina – wieś w Syrii, w muhafazie Aleppo, w dystrykcie As-Safira. W 2004 roku liczyła 1112 mieszkańców.